# Amsterdamse grachtentuinen

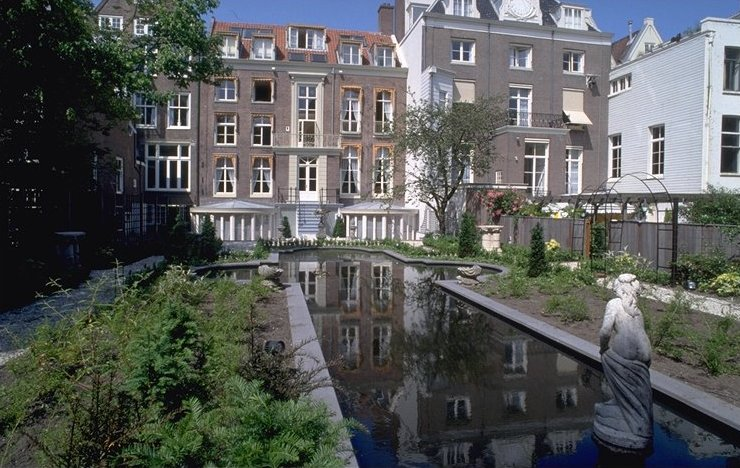
Tuin Geelvinck-Hinlopen Huis, Herengracht 518. Foto: bma.amsterdam.nl

De Amsterdamse grachtentuinen zijn al zo oud als de stad zelf. Hun vorm en functie zijn in de loop der eeuwen sterk gewijzigd. Omdat bomen en zeker planten een veel kortere leeftijd bereiken dan monumenten is er maar in beperkte mate sprake van historische tuinen.
De oudste tuinen vormen in Amsterdam de kloostertuinen, het Begijnhof en de voormalige tuinen van de huizen aan de beide zijden van de voorburgwallen en Kalverstraat en Nieuwendijk. Deze open groene ruimten zijn bijna allemaal verdwenen en volgebouwd. Het Begijnhof vormt hier (nog) een uitzondering op.
Bij de aanleg van de grachtengordel in de 17e eeuw ontstonden de eerste grote privé-grachtentuinen. Op afbeeldingen van de grachtengordel, zoals de kaart van Balthasar Florisz. zien we lei(fruit)bomen in rechte lijnen als een soort erfscheiding en een tuinaanleg die nog typisch middeleeuws aandoet en een combinatie van een sier- en een nutsfunctie heeft. Door formele paden gemarkeerde vakken (zogenaamde knopentuinen) worden gevuld met nuttige kruiden, bloemen en groenten. In het achtergelegen deel van de grotere keurtuinen wordt vaak een bleekveldje aangelegd.
Tegen het einde van de 17e eeuw verandert de tuinstijl geleidelijk onder invloed van de Franse tuincultuur (Daniël Marot). Men ziet dan alom aan de gracht de Franse 'Parterre de Broderie' met buxus en grind in sierlijke patronen. Deze zijn momenteel in de vorm van een reconstructie te bewonderen in de tuin van Huis Willet-Holthuysen en van Paleis Het Loo.
Daarna volgt in de tweede helft van de 18e eeuw de Engelse landschapsstijl waarbij de tuin een romantisch mini-landschap wordt met kronkelende paadjes, solitaire bomen (o.a. de rode beuk) de Rhododendron, de Gouden Regen, het gazon etc. Dit vindt men bijvoorbeeld nog terug in de tuin van Museum Van Loon. 
Ook mooi gedecoreerde koets- en tuinhuizen vormen vanaf de 17e eeuw een onderdeel van het groene theater. Vijverpartijen ontbreken bijna geheel in de 18e- en 19e-eeuwse grachtentuinen, wellicht is het uitzicht op het grachtenwater aan de voorzijde en de vele vochtproblemen in de souterrains en de veenachtige grond hier debet aan. In de 20e eeuw heeft de vijver onder invloed van tuinarchitecten zoals Mien Ruys en meer recentelijk Robert Broekema zijn intrede in de grachtentuin gedaan.
De grachtentuinen zijn bijna altijd een privé aangelegenheid geweest en aan het oog onttrokken door de ligging achter de panden. Een gemeenschappelijk groen vormen de hofjes die verspreid over de stad te vinden zijn. Toch is het mogelijk om deze tuinen en hofjes te bezichtigen onder leiding van een gids en is er jaarlijks een open tuinen weekend in juni. De tuinen van diverse musea in de grachtengordel zijn het gehele jaar door te bezichtigen, zoals Huis Willet-Holthuysen, Museum Geelvinck, Museum Van Loon en het Bijbelsmuseum (Hortus Conclusus).